# Post Bellum

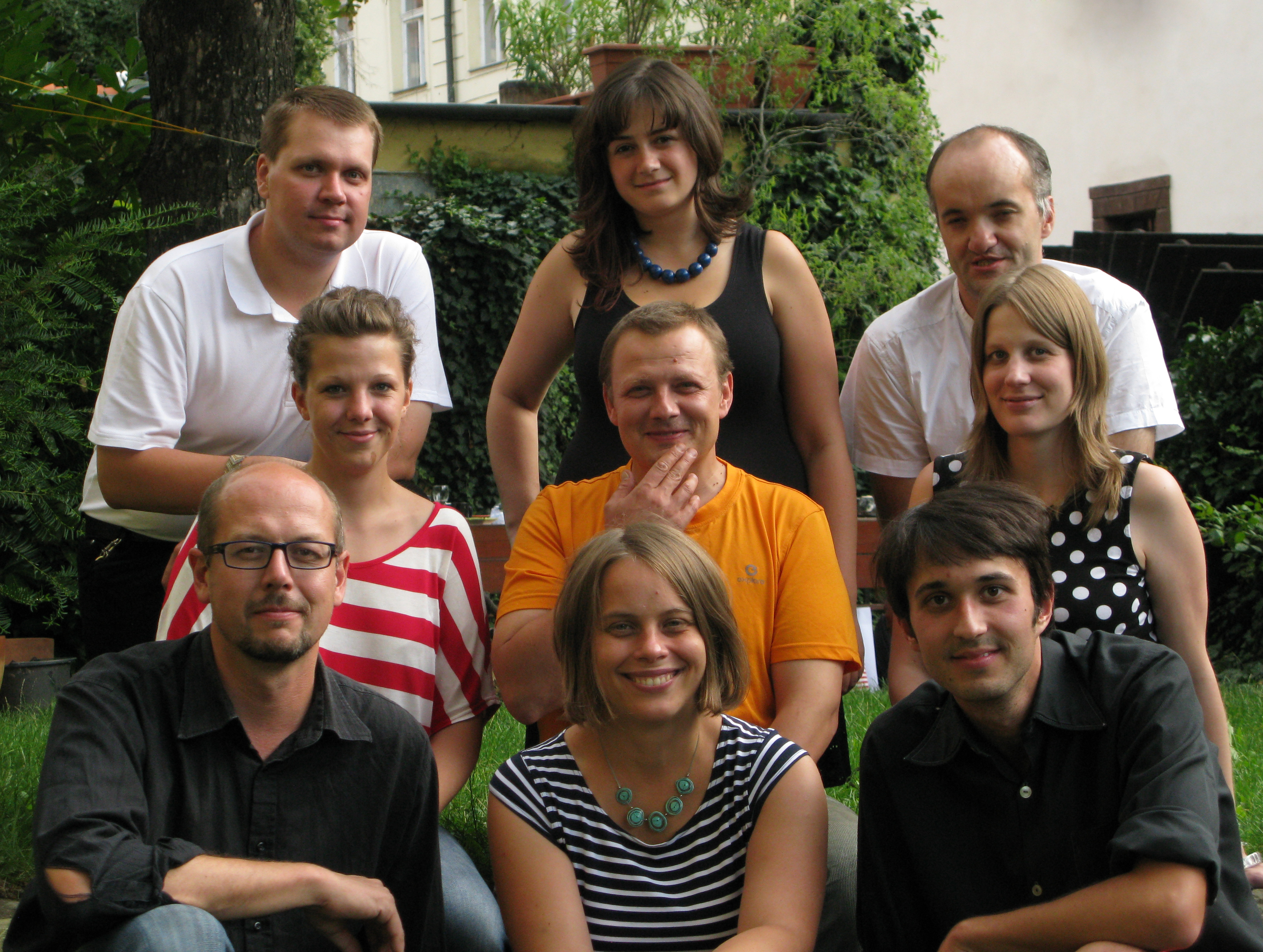
Equipo de Post Bellum en 2013.

Post Bellum es una organización educativa sin fines de lucro checa con sede en Praga. La organización fue formada en 2001 por un grupo de historiadores y periodistas con el objetivo de aumentar el conocimiento público de la historia del siglo XX de la República Checa y los países vecinos, especialmente entre las generaciones más jóvenes: 2   Post Bellum ha reunido miles de testigos y relatos mediante la realización de entrevistas con personas que vivieron períodos significativos de la historia como parte de su proyecto de documentación, Stories of the 20th Century, y para su archivo en línea, Memory of Nations. Organizan varios otros proyectos y actividades para dar a conocer la historia moderna. El objetivo declarado de la organización es "comprender el pasado mediante un testimonio auténtico".: 2  Post Bellum es una organización miembro asociada de la Plataforma de la Memoria y de la Conciencia Europeas

## Memoria de Naciones
La organización ha creado un archivo de testimonios históricos orales titulado "Memoria de las naciones", en colaboración con el Instituto para el estudio de los regímenes totalitarios y la Radio Checa.: 4  El archivo es la colección en línea más grande de testimonios de Europa Central, que documenta las historias de "veteranos de guerra, sobrevivientes del Holocausto, prisioneros políticos, así como miembros del Partido Comunista, la Policía Secreta y las Milicias Populares".: 4  Los testigos son entrevistados en su idioma original y luego traducidos al inglés. Luego, las entrevistas se archivan en línea, donde se pueden navegar utilizando diferentes categorías, fechas, lugares, etc., para localizar anécdotas y entrevistas sobre eventos específicos. Inicialmente, Radio Checa brindó el soporte técnico para realizar las entrevistas y grabaciones de testigos, y posteriormente la organización [¿cuándo?] comenzó a utilizar la tecnología Eye Direct para registrar los testimonios. A julio de 2018, hay 8281 testigos en la base de datos y 4499 testigos publicados, así como más de 60,000 imágenes. Entre las personas notables que han brindado testimonio para la base de datos se incluyen Zdeňka Deitchová, Augustin Bubník, Václav Havel, Helga Hošková-Weissová, Milan Knížák, František Zahrádka, Felix Kolmer y Rudolf Bereza.
Post Bellum también desarrolló una aplicación, Memory of Nations Sites, con un mapa interactivo que permite a los usuarios acceder a materiales de archivo del siglo XX relacionados con su ubicación actual. La aplicación está disponible en inglés y checo, y ganó el  premio Vodafone Premio en 2012 a la "Mejor idea de aplicación".: 16 

### Premios Memoria de las Naciones

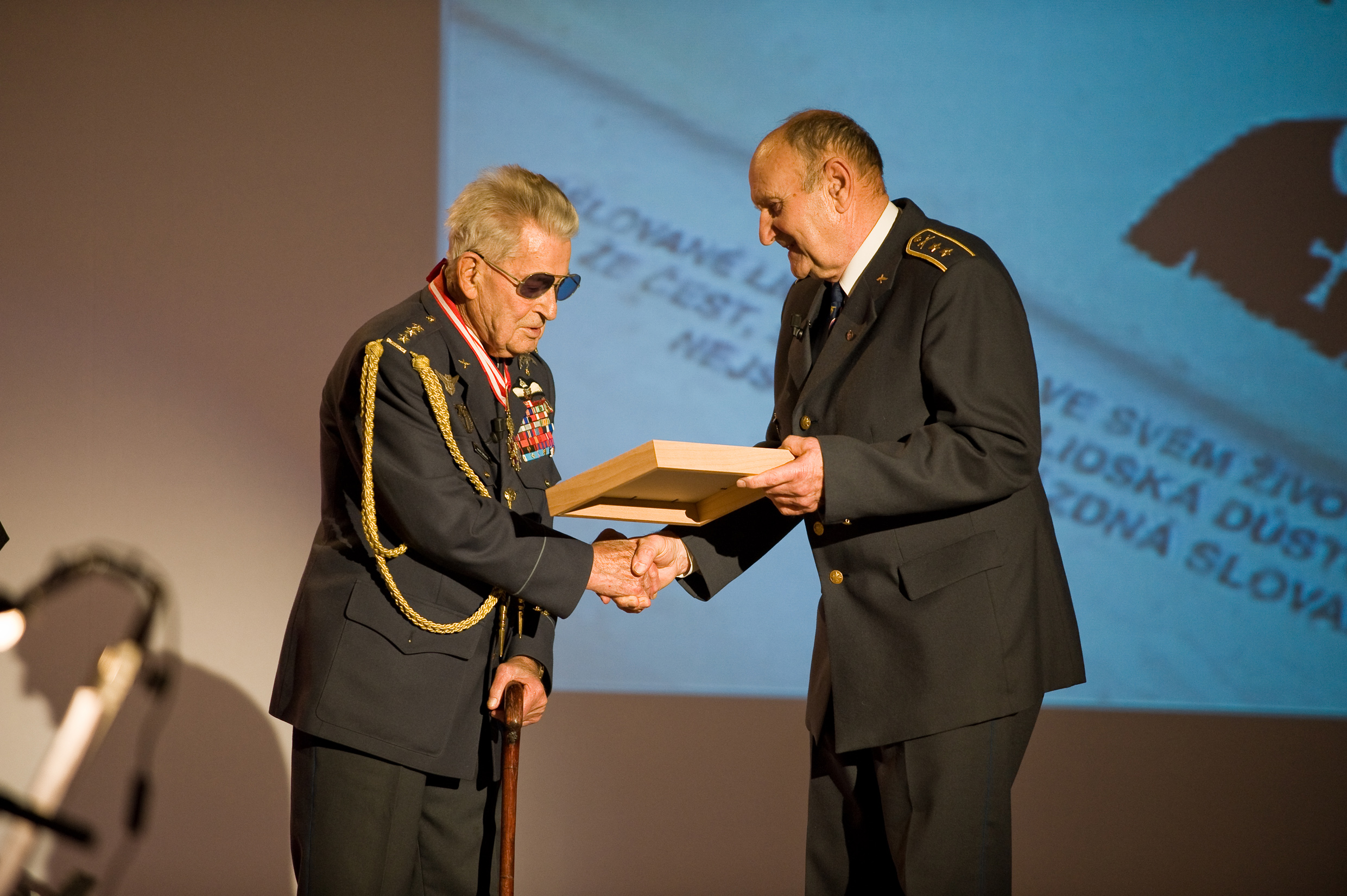
Ceremonia de entrega de premios Memoria de las Naciones en 2011.

El Premio Memoria de las Naciones se otorga a cinco ganadores cada año, desde 2010, en reconocimiento a la valentía al enfrentarse a los regímenes totalitarios.: 15  Los destinatarios son elegidos entre 20 nominados por un panel de jueces de los campos de la investigación histórica, el periodismo y la política. La ceremonia tiene lugar cada año el 17 de noviembre, aniversario del inicio de la Revolución de Terciopelo, y se retransmite en directo por televisión. Cada año, la ceremonia de premiación tiene un tema diferente. En noviembre de 2014, el premio fue entregado a personas involucradas en la resistencia al Telón de acero en la República Checa, Eslovaquia, Hungría, Polonia y Alemania, para conmemorar el 25 aniversario de la  caída del comunismo en Europa.[cita requerida]

### La carrera por la memoria de las naciones
La Carrera por la Memoria de las Naciones es una carrera anual de larga distancia organizada para recordar y honrar a las víctimas, presos políticos, veteranos y disidentes además del Holocausto.

## Historias del siglo XX
Historias del siglo XX  es un programa de radio que cuenta historias de testigos del archivo  Memoria de las naciones  de Post Bellum, que se emite todos los domingos desde 2006 en la Radio Checa.: 14  Las personas entrevistadas incluyen veteranos de guerra, sobrevivientes del Holocausto, prisioneros políticos de la época nazi y comunista y miembros de grupos minoritarios.

## Iniciativas educativas

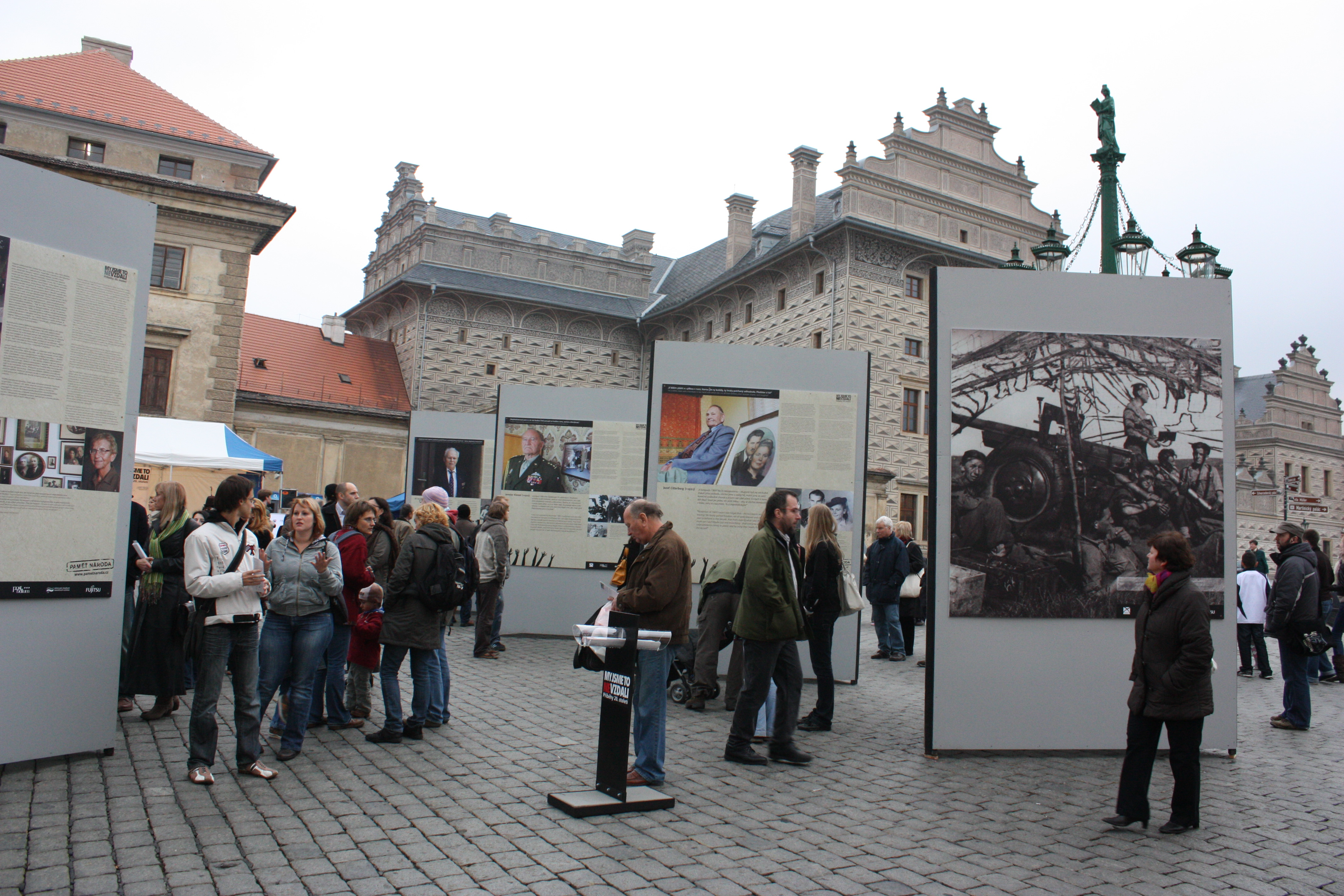
Inauguración de la exposición al aire libre organizada en 2009 por Post Bellum en Praga.

Post Bellum está involucrado en una serie de iniciativas destinadas a aumentar el conocimiento público sobre los  regímenes totalitarios, especialmente entre los jóvenes. Usan testimonios de testigos como parte de talleres en las escuelas en los que se alienta a los estudiantes a pensar críticamente sobre eventos históricos,: 8  as well as "Experience Workshops", which involve immersion in historical events and students participating in role plays of events from the mid-1900s and the Normalization period.: 11 
Otra iniciativa educativa es "Historias de nuestros vecinos",: 9  un programa en el que los estudiantes registran testimonios de testigos a nivel local, que luego se vuelven a contar por radio o televisión. Los estudiantes también realizan una investigación sobre las situaciones de los testigos que se presenta junto con el testimonio.
Post Bellum también ha publicado una serie de libros educativos como "Todavía estamos en guerra" y "Trabajo forzoso", novelas gráficas basadas en historias reales de personas afectadas por regímenes totalitarios.

## Otras actividades

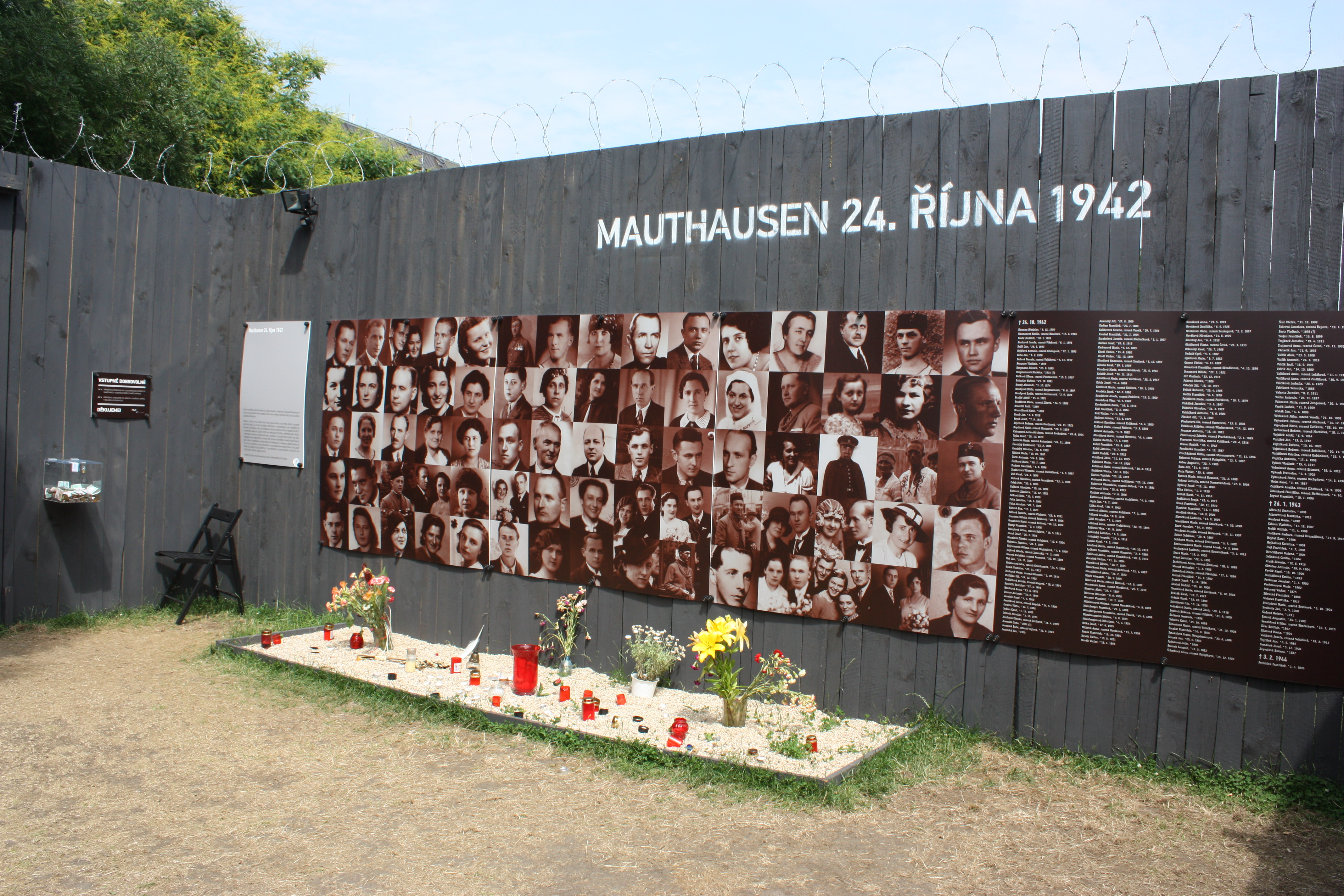
Réplica del campo de concentración de Mauthausen en Charles Square, Praga, 2012.

Post Bellum también ha documentado testigos en otras partes del mundo, como Estados Unidos, Polonia e Israel.: 6  Tienen asociaciones con el Visegrad Fund y la fundación Remembrance (EVZ) alemana para registrar testimonios de testigos, y también[¿cuándo?] inició una asociación con la universidad de Florida para documentar los testimonios de los disidentes cubanos.: 6 
Post Bellum ha realizado alrededor de 128 exposiciones en toda Europa.: 17  En mayo-julio de 2012, construyeron una réplica del campo de concentración de Mauthausen-Gusen en la Plaza Carlos en Praga como parte de una exposición para conmemorar el 70 aniversario del asesinato de Reinhard Heydrich.